# Ulisse e Calipso
Ulisse e Calipso è un dipinto di Arnold Bocklin, eseguito nel 1882.

## Descrizione
Il soggetto è tratto dall' Odissea: la tela mostra Ulisse, il protagonista del poema, nell'isola di Ogigia, insieme alla ninfa Calipso. Dopo essere sopravvissuto alla tempesta marina che ha causato il naufragio della sua nave da guerra e la morte per annegamento di tutti i suoi compagni, l'eroe acheo raggiunge a nuoto l'isola della ninfa, della quale diventa anche amante. Vi rimarrà sette anni, per poi lasciare Ogigia desiderando rivedere la moglie Penelope e il figlio Telemaco a Itaca, l'isola di cui è il re. Ulisse osserva le onde del mare, avendo ormai preso la decisione di andarsene, mentre la ninfa, capendo tutto, lo guarda malinconicamente.